# 克略科查湖 (瓦伊亞班巴區)
克略科查湖（Kellococha），是秘魯的湖泊，位於該國南部庫斯科大區，由烏魯班巴省的瓦伊亞班巴區負責管轄，處於亞納科查湖附近。